# نيبوشكا بيكيتش
نيبوشكا بيكيتش (مواليد 1 يوليو 1975) هو سبّاح من صربيا والجبل الأسود، مثّل بلاده في الألعاب الأولمبية الصيفية 2000.

## روابط خارجية
نيبوشكا بيكيتش على موقع الاتحاد الدولي للسباحة (الإنجليزية)
- نيبوشكا بيكيتش على موقع أوليمبيديا (الإنجليزية)